# دوفال هيشت
دوفال هيشت (بالإنجليزية: Duvall Hecht)‏ هو مجدف أمريكي، ولد في 23 أبريل 1930 في لوس أنجلوس في الولايات المتحدة.

## وصلات خارجية
- دوفال هيشت على موقع الاتحاد الدولي للتجديف (الإنجليزية)
- دوفال هيشت على موقع اللجنة الأولمبية الدولية (الإنجليزية)
- دوفال هيشت على موقع أوليمبيديا (الإنجليزية)